# 2019冠状病毒病欧洲疫情
2020年3月初开始，欧洲多国陆续爆发第一波的2019冠状病毒病疫情，并于4月中至5月初逐渐得到缓解。随后于同年8月初又在其多国（例法国，西班牙）陆续爆发第二波疫情，虽然感染率大幅提升但死亡率并没有显著增加。截至2022年1月1日，歐洲病例突破1億。
专家普遍认为流行于欧洲的2019冠状病毒病病毒毒株比起其他国家和地区所流行的病毒毒株危险系数相对更高，既可更有效率地在人类之间传播及入侵人体系统，因此在2019冠状病毒病疫情中欧洲各国受到了相当巨大的威胁。
2022年4月27日， 欧盟委员会估计欧盟国家约有60%至80%的人可能感染过新冠病毒。5月17日，欧盟委员会宣布取消所有旅行限制。
欧洲各国关于2019冠状病毒病疫情的病例和其对应措施：

## 東歐

### 俄羅斯

俄羅斯病例
有確診報告
有疑似報告

2020年1月22日，在聖彼德堡普爾科沃機場，一趟從上海市抵達的班機上，有一名俄羅斯旅客出現疑似病症，需要入院。1月31日，俄羅斯公佈確診的兩個病例，患者都是中国大陆公民
1月30日，俄罗斯关闭远东地区边界，并停止核发电子签证给中華人民共和国公民。
1月31日，宣布確診全國首2宗新冠病毒病病例，均為中華人民共和國公民。
3月2日，俄罗斯防疫指挥部表示，莫斯科确诊一例新型肺炎病例。患者是莫斯科居民，前不久从意大利米兰返回。目前患者在莫斯科第一传染病医院治疗，情况稳定。

### 羅馬尼亞

羅馬尼亞各縣病例
有確診報告
有懷疑報告

2月26日，罗马尼亚确诊首例新冠肺炎病例，患者于3周前自意大利返回罗马尼亚。

### 北馬其頓
2020年2月26日，北馬其頓確診了第一起病例。

### 立陶宛
2月27日，立陶宛确诊首例新冠肺炎病例。在稍早前，立陶宛已因新冠肺炎疫情宣布国家进入紧急状态。立陶宛政府表示，这将有助于协调负责机构的工作，利用国家储备中的设备，并简化其他程序。

### 白俄羅斯
2月27日，白俄罗斯确诊首例新冠肺炎病例，是一名来自伊朗的学生。这名患者于2月22日从巴库乘坐飞机抵达白俄罗斯。该患者和与其接触过的家人被送往明斯克传染病医院。

### 愛沙尼亞
2月27日，爱沙尼亚社会事务部长塔诺尔·基克称，爱沙尼亚确诊首例新冠肺炎感染病例。

### 拉脫維亞
3月2日，据拉脱维亚通讯社报道，拉脱维亚确认了首例新冠肺炎感染病例。 卫生部已于周一晚上8点召开新闻发布会。

### 乌克兰
当地时间3月3日，乌克兰卫生部表示，该国确诊首例新冠肺炎病例。该名男子从意大利途径罗马尼亚到达乌克兰，並在切爾諾夫策州留醫。

### 斯洛維尼亞
当地时间3月4日21时09分，斯洛維尼亞总理沙雷茨在社交媒体上发布消息称，斯洛維尼亞境内确认首例新冠肺炎患者，之后该国卫生部长沙贝德证实了此消息。据了解，首例患者是从摩洛哥途经意大利抵达斯洛維尼亞的，目前被收治于首都卢布尔雅那。据悉，截至目前斯洛維尼亞已有350人接受了新冠病毒检测。

### 波斯尼亚和黑塞哥维那
据当地媒体3月5日报道，波黑塞族共和国确诊了首例新冠肺炎患者，塞族共和国卫生和社会福利部长阿伦·塞拉尼奇（Alen Seranic）称，感染者是一名在意大利工作的中年男子，他于2月底从意大利返回波黑，他的儿子被确诊为第二例新冠肺炎患者。

### 塞尔维亚
塞尔维亚共和国累计确诊新冠肺炎患者9205名，其中3月6日确诊的第一例为本国公民。
据塞尔维亚国家广播电视台(RTS)3月9日晚报道，塞尔维亚总统武契奇宣布，将暂时禁止来自疫情严重地区和国家的居民入境塞尔维亚，其中包括意大利北部地区，瑞士、韩国，以及来自伊朗的人员。

3月15日，塞尔维亚总统亞歷山大·武契奇宣布，塞尔维亚當日起进入国家紧急状态，将禁止外国人入境。

### 保加利亚
据阿拉伯半岛电视台8日报道，保加利亚於 3月8日出现首批新冠肺炎确诊病例。
3月13日保加利亚国家传染病和寄生虫病中心主任坎塔季耶夫表示，来自保加利亚北部城市普列文的2名男子和中部城市加布罗沃的2名女子被确诊感染新冠肺炎。同日保加利亞進入為期30天的全國緊急狀態。此后全国紧急状态多次延长。
截至5月3日，保加利亚累计新冠肺炎确诊病例1,611例，康复308例，死亡72例。
2021年2月8日，保加利亞副总理东切夫COVID-19病毒检测结果呈阳性。

### 摩尔多瓦
摩尔多瓦卫生部3月7日晚报告该国首例新冠肺炎病例。据当地媒体报道，患者为一名48岁女性，当天乘坐飞机从意大利返回摩尔多瓦。由于病情严重，她在机场直接被急救车送到医院。有关部门已要求当天所有同机乘客居家隔离，并立即向各自的家庭医生报告以便接受身体检查。

### 蒙特內哥羅
3月17日，蒙特內哥羅確診首例病例，2名女性患者於12天前自美國和西班牙返國。

### 克里米亚
截至5月2日，克里米亚一共确诊101宗病例。

## 南歐

### 義大利
已知首个确诊病例于2020年1月29日在罗马出现，该病例来自两个中国武汉的旅客。之后義大利立即中斷了所有大中華地區的航班，包含香港、澳門、台灣。並宣布進入為期6個月的緊急狀態。屬於歐盟首例全面防堵的國家。然而時過20來天，2020年2月21日意大利北部的疫情突然开始快速擴散，先是伦巴第大区出现16个新增病例，2月22日再新增60个病例，并出现该国首名死者。目前當局尚不明確傳播是如何展開的，而被視為疫情擴散關鍵的是一名38歲的義大利籍男子，他在2月21日被確診為義大利第4例患者，並且曾參與跑馬拉松競賽。過去因為沒去過中國，醫生只是做了些抗生素治療，並未做深入的檢查。直到他病情加重送醫後才被判斷是“1號病人”。據这位“一號病人”的反饋，他與一位從中國返意的朋友見過面。他的这位朋友也迅速被安排检查，但并无症状且医院病毒检测亦为阴性。後被发现或与1月德国巴伐利亚州的群发性感染有关。
截至2020年8月15日，当地确诊病例为252,809，死亡数达到35,234例。

### 西班牙
2020年1月31日，疫情蔓延至西班牙，当时一名德国游客在加那利群岛的La Gomera岛对SARS-CoV-2进行了阳性检测。 
2月24日，在意大利疫情之扩大后，确认了多起与意大利群体有关的病例，第一宗为来自意大利伦巴第的医生，在特内里费岛度假时被确诊。  之后，在特内里费岛发现了多例COVID-19病例，涉及与医生接触的人。 在西班牙本土上也发现了其他涉及到意大利人的病例。

### 希臘
2月26日，希腊卫生部门宣布，在希腊北部第一大城市塞萨洛尼基，出现希腊第一例新型冠状病毒感染者。该患者为38岁希腊女性，近期曾前往意大利旅行。
2月27日，希腊确诊了第二例新冠病毒肺炎感染者。这名新的感染者为未成年男性，他与前一天在希腊北部最大城市塞萨洛尼基确诊的希腊的第一例感染者为母子关系。
同日中午，希腊卫生部门宣布，在雅典确诊首例新冠肺炎感染者，为一名日前曾到访过意大利的女性。她目前正在雅典的一家医院接受治疗。

### 聖馬力諾
当地时间2月27日，圣马力诺卫生部官员称，该国出现首例新冠肺炎确诊病例。这是一名88岁的慢性多病患者。流行病学调查表明，该患者没有去过意大利北部的疫情红色地区，甚至没有出国旅行。

当地时间3月2日，圣马力诺卫生部官员称，该国新增7例新冠肺炎病例。累计8例，目前还有17例疑似病例等待排查。

### 安道爾
當地時間3月2日，位于法国和西班牙之间的欧洲国家安道尔出现了首例新冠肺炎确诊病例。安道尔政府新闻官员朱迪特·佩德罗斯(Judit Pedro说，患者是一名20岁的安道尔男子，他最近去过意大利米兰。

### 直布羅陀
直布羅陀衛生當局週二（3月3日）稱，該患者及其伴侶最近從意大利北部、經西班牙的馬拉加（Malaga）機場返回。直布羅陀衛生局表示，這名患者的新冠病毒COVID-19測試呈陽性，但正在康復。該患者的伴侶也接受了測試，測試結果顯示沒被感染。

### 梵蒂冈
2020年3月5日，梵蒂冈出现首例病例。3月24日，梵蒂冈又新增3例确诊病例，总计4例，其中1例是高级主教。

### 馬爾他
据《马耳他时报》报道，3月7日，马耳他卫生部长宣布该国确诊首例新冠肺炎病例。该患者是一位12岁的意大利籍女性，和家人长期在马耳他居住，在意大利北部度假后周二经由罗马返回马耳他，随后与家人开始自我隔离。
该患者从周四开始出现不适症状，其家人周五与医疗机构联系，随后患者被确诊为新冠肺炎。

### 賽普勒斯
浦路斯卫生部长约安努3月9日说，塞浦路斯首次确诊新冠肺炎病例，已确诊的两例病例均为输入型病例。
约安努在当晚举行的新闻发布会上说，其中一例为日前从英国回国的64岁医务人员，另一例为从意大利旅行回国的25岁男子。一个实验室在对约50个疑似病例进行检测后，确诊了两个病例。

#### 北賽普勒斯
2020年3月10日，Ali Pilli卫生部宣布发现北塞浦路斯的第一例新型冠状病毒病例。

#### 亞克羅提利與德凱利亞
2020年3月15日確診首兩例，他們為空軍，於3月13日從英國抵達亞克羅提利與德凱利亞，並出現症狀。

## 中歐

### 德國
2020年1月27日，巴伐利亚确诊了首宗病例，冠状病毒病疫情蔓延到德国。1月和2月初的大部分病例来自巴伐利亚州的伟博思通（Webasto）总部。2月25日至26日，随着意大利的疫情，在巴登-符腾堡州发现了多起与之有关的病例。而其他与意大利疫情无关的确诊病例则发生在多个地区，包括巴登-符腾堡州、北莱茵-威斯特法伦州以及莱茵兰-普法尔茨州。而海因斯贝格县形成的一个特定的群发性感染则与冈格尔特狂欢节有关。

### 列支敦斯登
2020年3月3日，列支敦斯登卫生部门表示该国出现首例病例，患者是一名曾經接觸瑞士确诊病例的年轻男性。

### 波蘭
2020年3月4日，波兰卫生部部长Łukasz Szumowski公布波兰第一宗确诊病例。患者近日从德国回来，已在西部綠山城接受治疗。3月13日，波兰总理宣佈全國进入“流行病威胁状态”，自3月15日起禁止外国人入境波兰。

### 匈牙利
当地时间3月4日，匈牙利总理欧尔班在社交媒体上发布视频，宣布匈牙利本土首次确诊2例新冠肺炎感染病例。2人均为在匈牙利求学的伊朗留学生，目前正在首都布达佩斯的圣拉斯洛医院接受治疗。匈牙利国家血液与传染病研究所在当天的发布会上介绍称，2名伊朗学生目前身体状况良好，未出现高烧症状。2人都曾于近期前往伊朗，并与家人共度了伊朗新年。
3月26日，37岁的英国驻匈牙利副大使Steven Dick因感染新冠肺炎在匈牙利死亡。

### 斯洛伐克
法新社报导，斯洛伐克总理佩列格里尼（Peter Pellegrini）3月6日告诉记者：“今天，一名52岁患者确诊感染。”他表示，这名姓名未被公布的患者正在首都布拉迪斯拉发（Bratislava）医院治疗。佩列格里尼说：“患者近期没有旅游史，但他的儿子几周前从威尼斯返国。儿子并没有出现任何症状。”
10月1日起，斯洛伐克进入国家紧急状态。

## 北歐

### 瑞典
截至2020年8月15日，瑞典共有84,294例确诊病例。

### 芬蘭

芬蘭個案
有確診報告
有疑似報告

2020年1月29日，芬蘭衛生部門宣布該國首見新冠肺炎確診病例，患者是一名來自中國武漢的遊客，這也是北歐地區首見確診病例。
2月26日，芬兰《赫尔辛基报》报道，一名在意大利米兰工作的芬兰女子被感染新冠肺炎。该患者是在前往意大利北部的米兰地区后，于2月23日抵达芬兰。 目前尚不清楚这名妇女是否来自赫尔辛基，该名女子没有直接乘飞机去芬兰。

### 挪威
2月26日，挪威公共卫生当局该日宣布该国首例新冠肺炎确诊。

### 丹麥
2月27日，据路透社报道，丹麦卫生部门27日表示，丹麦确诊首例新冠肺炎病例。据报道，该男子从意大利北部的一个滑雪度假胜地回来后被确认感染冠状病毒，目前被隔离在家。3月11日，丹麦宣布关闭全国学校两周、禁止逾百人的大型室内聚会。

### 冰島
当地时间2月28日，一名从意大利北部度假返回的冰岛男子被确诊新冠肺炎，这是冰岛首例新冠肺炎患者。冰岛民防和应急管理部在一份声明中称，当地时间28日下午1点左右，经检测确认该男子感染新冠肺炎病毒，随后这名男子被隔离在冰岛国立大学医院。冰岛政府机构在一份声明中说：“该男子病情不重，但表现出典型的症状。”这名男子最近去过意大利北部，但没有前往被认定的危险区域。

### 法羅群島
3月4日，法罗群岛卫生部门宣布，法罗群岛确诊首例新冠肺炎患者。该患者曾赴巴黎参加一次会议，于2月24日返回家中。这名患者随行的其他人已经接受隔离观察。

## 西歐

### 法國
2020年1月24日在法国波尔多出现首宗确诊病例，也是欧洲首例确诊患者。其后一个月时间内有少量患者确诊，至2月24日，除一位患者死亡，其余皆已治愈。但在此之后，随着意大利的疫情，法国、德国、西班牙等国开始出现大量病例，法国因而成为欧洲受疫情波及最为严重的国家之一。
3月5日，据法国费加罗报报道，中央-盧瓦爾河谷大區出现首例病患，至此，法國本土的13个大区均已受到疫情波及。
截至2020年8月15日，已确诊212,211例、死亡30,406例。

### 英國
截至2020年3月13日，各構成國已出現以十宗起計的確診病例。英屬自治領土中海峽群島、直布罗陀和開曼群島已有確診病例。

### 比利時
於2020年2月4日在布鲁塞尔-首都大区出現首宗確診病例，疫情流行始於2020年3月1日，係因許多至義大利北部滑雪度假者，及狂歡節假期後返回工作及學校所致。

### 荷兰
於2020年2月27日在荷蘭蒂尔堡出現首宗確診病例，為自意大利返回荷蘭的56歲荷蘭男性。截至同年3月13日，本土已確診959例、死亡10例；另外兩個於加勒比海的構成國阿魯巴和庫拉索則分別於同日出現首兩宗和一宗病例。首宗死亡出現於2020年3月6日，為鹿特丹86歲患者。

### 摩納哥
当地时间2月28日晚，摩纳哥公国卫生部门确诊1例新冠肺炎病例，这是该国首次通报新冠肺炎确诊病例。据悉，该病患病情稳定，且已被隔离，并将尽快被送往法国尼斯治疗。

### 愛爾蘭
2020年2月29日，爱尔兰卫生部首席医疗官托尼·霍洛汉宣布，疫情确认已传播进入爱尔兰。
截止2020年8月15日，爱尔兰共和国境内已有26,995例确诊病例，其中1,774例死亡。

### 盧森堡
当地时间2月29日晚，卢森堡卫生部长莱纳特在专门召开的新闻发布会上表示，该国确诊首例新冠肺炎病例，患者是一名40岁左右的男性。他近期从意大利返回卢森堡后，主动前往医疗机构接受检测。目前该患者状态良好，正接受隔离治疗。3月17日，卢森堡进入为期3个月的紧急状态。

## 外部連結
- 世界衛生組織每日病例及情況報告（页面存档备份，存于）